# Gualeguay (navio)
O Gualeguay foi um navio a vapor de casco de ferro operado pela Armada Argentina, construído na Escócia por volta de 1863. Originalmente nomeado Rio Vermejo, foi adquirido pela Argentina em 1864 e renomeado para o nome que ficou registrado na história. Durante a Guerra do Paraguai, foi capturado pelos paraguaios, onde atuou em várias operações navais no rio Paraná e nas batalhas da região.
O navio, com 80 toneladas de deslocamento e capacidade de operar a 7 nós, foi utilizado para transportar tropas e realizar ataques, incluindo uma significativa ação contra uma frota brasileira. Apesar de ser atingido algumas vezes, o Gualeguay sobreviveu a intensos combates até ser forçado a se afundar em 1866, após o recuo das forças paraguaias. Após ser resgatado pelos brasileiros, o navio foi reparado e seguiu em serviço até 1878, quando foi desmantelado após concluir suas missões.

## História
Com 80 toneladas de deslocamento, o Gualeguay media 31 metros de comprimento e 4,34 metros de boca. Equipado com uma máquina a vapor e uma caldeira, alcançava 40 cavalos de potência e uma velocidade de 7 nós. Sua tripulação era composta por 15 homens, e seu armamento incluía um canhão de 12 libras. Construído na Escócia por volta de 1863, originalmente se chamava Rio Vermejo. Em novembro de 1864, foi adquirido pela Marinha Argentina e rebatizado como Gualeguay.
Em 13 de abril de 1865, o Gualeguay e o 25 de Mayo foram capturados pelos paraguaios durante o ataque a Corrientes, realizado pelos navios Tacuari, Ygurey, Paraguari, Marqués de Olinda e Yporá. Tropas paraguaias, apoiadas pelo Marqués de Olinda, abordaram o Gualeguay, enquanto sua tripulação desembarcou na costa para evitar o combate. O navio foi então rebocado para Assunção. No dia 20 de fevereiro de 1866, o Gualeguay, junto com o 25 de Mayo e o Ygurey, transportou mil soldados paraguaios de Paso de la Patria para Itatí, pelo rio Paraná. Com a chegada das tropas, as forças inimigas recuaram, permitindo que os paraguaios saqueassem e destruíssem a cidade e seu acampamento. Enquanto os outros dois navios retornaram a Humaitá, o Gualeguay permaneceu no Paraná.
Pouco depois, em 22 de março, o Gualeguay rebocou uma chata – uma embarcação sem motor equipada com um canhão de oito polegadas – para atacar uma frota brasileira composta por quatro encouraçados ancorados em Paso de la Patria. Depois, seguiu atacando com suas próprias armas. Durante três semanas de combate, foi atingido apenas uma vez. No entanto, em 21 de abril, o exército paraguaio recuou de Paso de la Patria, deixando o Gualeguay sem rota de fuga. Sem alternativa, a tripulação afundou o navio para evitar sua captura. Mais tarde, o Gualeguay foi resgatado pelos brasileiros e devolvido à Argentina. Após reparos, voltou a operar em outubro de 1866, dando suporte ao exército. Em maio de 1869, rebocou uma barcaça carregada de locomotivas e vagões ferroviários até Assunção. Entre 1870 e 1871, apoiou as forças de ocupação na cidade. O navio permaneceu em serviço até 1878, quando foi desativado e desmantelado.